# Exilisciurus exilis
Exilisciurus exilis є видом гризунів родини Sciuridae. Цей вид є ендемічним для Борнео (Бруней, Індонезія, Малайзія). Зустрічається також на острові Банггі. Хоча останні дослідження показують, що ареал виду може поширюватися й до Суматри. Цей денний вид населяє переважно низовини та нижчі пагорби, але зустрічається до 1700 м над рівнем моря.

## Морфологічні особливості
Має загальну довжину 10–14 см і вагу 12–26 г. Хвіст має довжину від 4,0 до 5,3 сантиметра. Зверху тварини оливково-коричневі з іржаво-червоними плямами. Черево від рожевого до пісочного кольору. Очі оточені щільною смугою чорної шкіри. Хвіст товстий, але менш пухнастий, ніж у інших видів роду; нижня сторона червоніша за верхню.

## Спосіб життя
Про спосіб життя мало інформації. Живе переважно на стовбурах середніх дерев, часто висотою більш як 12 метрів, і харчується здебільшого частинами рослин і дрібними комахами. Гніздо невелике та кругле.